# Cheilosia grahami
Cheilosia grahami är en tvåvingeart som beskrevs av Barkalov 1999. Cheilosia grahami ingår i släktet örtblomflugor, och familjen blomflugor. Inga underarter finns listade i Catalogue of Life.